# Sbarro
Sbarro es una cadena de restaurantes de comida rápida de los Estados Unidos, de origen italoestadounidense. Está especializada en la venta de pizza al estilo neoyorquino y otros productos de la gastronomía italoestadounidense. Cuenta con más de 1000 franquicias repartidas en Estados Unidos y otras partes del mundo.

## Historia
Sbarro fue fundado por Gennaro y Carmela Sbarro, una pareja que emigró junto a sus hijos de Nápoles a Nueva York en 1956. En 1959 la familia Sbarro abrió su primera Salumeria (tienda italiana de ultramarinos) en el barrio de Brooklyn, y lograron establecerse entre la comunidad italoestadounidense al ofrecer productos elaborados por ellos mismos. El éxito de su tienda les llevó a abrir otras en el área neoyorquina.
En 1967 Sbarro abrió su primer restaurante en el centro comercial Kings Plaza de Nueva York, que supuso la evolución de la compañía a un negocio de comida rápida italiana para llevar. Su modelo permitió el establecimiento de nuevos restaurantes en buena parte del país. Cuando Gennaro Sbarro fallece en 1984, sus hijos Mario, Tony y Joe pasan a ocupar los cargos de dirección.
Tras abrir nuevos locales fuera de los centros comerciales en la década de 1980, en 1990 se abre el primer Sbarro de Europa en la ciudad de Londres. En el año 2007 Sbarro fue adquirida por la entidad privada MidOcean Partners.
La empresa se declaró en bancarrota el 4 de abril de 2011, con un activo por valor de 471 millones de dólares y una deuda superior a los 486 millones, por lo que tuvo que reestructurar su deuda. Además, uno de sus establecimientos en Jerusalén (Israel) sufrió un atentado terrorista.
En la década de 2010, Sbarro ha abierto franquicias en países de habla hispana: México (2013), Colombia (2013), Bolivia (2014), Paraguay (2014), Uruguay y Costa Rica (2019).
En el año 2021, abrió su primer local en Argentina, sobre la famosa Avenida Corrientes de la Ciudad de Buenos Aires. En Panamá Va&Ven, Una cadena de tiendas de gasolineras operada por Terpel en el país istmeño colabora con Sbarro desde lo 2020s y en varias de sus tiendas se puede conseguir la pizza de Sbarro.

## Respuesta a la invasión rusa de Ucrania en 2022
Durante la invasión rusa de Ucrania en 2022, Sbarro Pizza se negó a unirse al retiro del mercado ruso por parte de la comunidad internacional. Una investigación de Yale University sobre cómo las empresas estaban reaccionando a la invasión de Rusia identificó a Sbarro en la categoría más baja de "Estancados", lo que significa "Desafiar las demandas de salida: empresas que desafían las demandas de salida o reducción de actividades". Recibieron la calificación más baja posible por continuar con sus actividades como si nada hubiera cambiado.